# Sphaerotherium walesianum
Sphaerotherium walesianum är en mångfotingart som beskrevs av Karsch 1881. Sphaerotherium walesianum ingår i släktet Sphaerotherium och familjen Sphaerotheriidae. Inga underarter finns listade i Catalogue of Life.